# Janet Leigh
Janet Leigh   (Merced, 6 de juliol de 1927 - Beverly Hills, 3 d'octubre de 2004), nom artístic de Jeanette Helen Morrison, va ser una actriu estatunidenca.
Després d'estudis de música i de psicologia, és localitzada el 1947 per l'actriu Norma Shearer que sotmet el seu nom a la Metro-Goldwyn-Mayer per a la pel·lícula The Romance of Rosy Ridge. L'èxit de la pel·lícula li obre les portes del cinema, roda amb els més grans: Errol Flynn a That Forsyte Woman (1949), James Stewart a Colorado Jim (1953), John Wayne a Jet Pilot (1957) i és dirigida per Orson Welles a Touch of Evil (1958).
Janet Leigh ateny el seu apogeu el 1960, gràcies al thriller Psicosi, dirigida per Alfred Hitchcock. Amb quaranta-cinc minuts d'interpretació efectiva i l'escena de culte de la dutxa n'hi ha prou per aconseguir un Globus d'Or i una nominació a l'Oscar. Dona després la rèplica a Frank Sinatra a El missatger de la por (1962) i a Paul Newman a Harper (1966). Se la veu poc a les pantalles a partir dels anys 1970 i apareix al costat de la seva filla Jamie Lee Curtis a les pel·lícules fantàstiques Fog (1978) i Halloween H20: 20 Years Later (1998).
Es va comprometre en moltes causes humanitàries. Era una de les ambaixadores dels Share Inc, una obra benèfica de Hollywood per als minusvàlids mentals.
Va ser casada quatre vegades, i va tenir els seus dos fills amb Tony Curtis, Jamie Lee i Kelly Curtis.

## Biografia
Janet Leigh neix el 6 de juliol de 1927 a Merced, Califòrnia on passa la major part de la seva infantesa. El seu pare és agent d'assegurances a Stockton (Califòrnia) Per combatre la seva timidesa, fa cursos de cant i de ball. Entra llavors en el cor d'una església presbiteriana. Alumna superdotada se salta classes, i es trasllada sovint, deixant l'escola als quinze anys, per estudiar la música i entrar finalment a la universitat del Pacífic on fa psicologia. El 1942 es casa, a Reno i d'amagat dels seus pares, amb John Carlyle. Ell tenia 18 anys i ella 15 però simulà tenir-ne 18. Els pares forcen l'anul·lació del matrimoni. El 5 d'octubre de 1945 es casa amb el director d'orquestra Stanley Reames. La seva unió no durarà dos anys.
El 1947, l'actriu Norma Shearer passa una temporada d'esquí a la regió de Truckee amb el seu espòs Marty Arouge. Al taulell de Sugar Bowl Ski Lodge, on treballen els pares de Janet, Shearer es fixa en una fotografia que tenen de la seva filla. Impressionada per la seva bellesa natural, l'actriu, de tornada a Hollywood, proposa el seu nom a la Metro-Goldwyn-Mayer per a la pel·lícula The Romance of Rosy Ridge. El 7 d'agost de 1946, Jeannette Morrisson va a l'estudi per passar una prova que encanta els responsables de l'estudi. Signa amb ells un contracte llarga durada i agafa el nom de Janet Leigh.

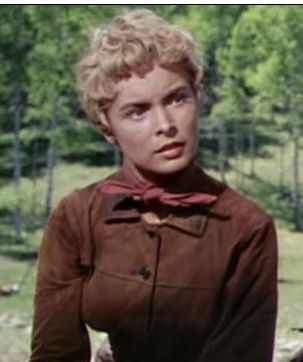
Janet Leigh a Colorado Jim (1953)

El 1948, els papers menors es multipliquen, com en Hills of home de Fred M. Wilcox, però destaca en el musical (Words and Music de Norman Taurog) i figura a Act of Violence del prestigiós Fred Zinnemann. L'any següent, després d'haver encarnat una de les Donetes amb June Allyson, roda una pel·lícula d'espionatge de George Sidney i figura a That Forsyte Woman de John Galsworthy; obté el paper principal de Negoci de vacances, pel·lícula de Don Hartman on fa de mare de família al costat de Robert Mitchum. L'èxit de la pel·lícula incita els responsables de la MGM a oferir-li millors papers. Després d'alguns papers en produccions com Camí a Broadway, It's a Big Country (esquetx amb Gene Kelly) o també Just This Once, Janet Leigh coneix la glòria.
El 1952, el director George Sidney li ofereix el seu primer gran paper en el cinema a la pel·lícula de capa i d'espasa Scaramouche, amb Stewart Granger i Eleanor Parker. La pel·lícula és un èxit i llança veritablement la seva carrera.
La seva vida afectiva és tanmateix més inestable llavors: ja s'ha divorciat dues vegades. El 1951, es casa una tercera vegada amb l'actor Tony Curtis. El seu idil·li durarà onze anys. Van tenir dues filles junts: les actrius Kelly Curtis i Jamie Lee Curtis, les úniques filles de Janet Leigh.
L'actriu roda llavors amb els majors actors hollywoodiencs sota la direcció de famosos directors. Comença amb James Stewart, amb qui actua a Colorado Jim el 1953 sota la direcció d'Anthony Mann. El mateix any roda amb el seu marit a Houdini de George Marshall, i interpreta el paper principal femení d'una nova comèdia musical, Walking My Baby Back Home.

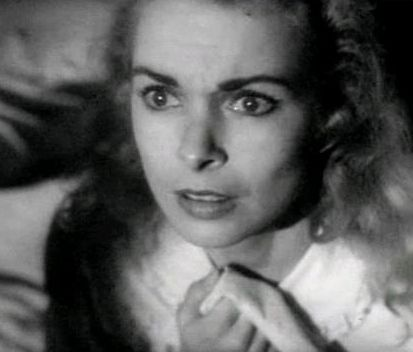
Janet Leigh a Touch of Evil (1958)

El 1954, actua en quatre pel·lícules. És al cartell de El príncep valent inspirada en els dibuixos animats homònims, amb James Mason i Robert Wagner. Còmoda en tots els registres, passa a la comèdia amb Living It Up (amb Jerry Lewis i Dean Martin) abans de retrobar Tony Curtis a la pel·lícula d'aventures, The Black shield of Falworth. Aquest mateix any, trenca el seu contracte amb la MGM i roda de nou amb Roy Rowland a la pel·lícula policíaca Rogue Cop.
Richard Quine li ofereix, el 1955, un dels seus papers més importants, amb la pel·lícula musical My sister Eileen amb Jack Lemmon. Roda igualment amb i sota la direcció de Jack Webb una pel·lícula desconeguda: Pete Kelly's Blues, on canta Peggy Lee i Ella Fitzgerald. Hi troba un dels seus millors papers, expressant tant la seva fantasia, el seu sentit del swing, la seva gràcia com l'extensió del seu registre dramàtic i emocional. L'any següent, on no participa més que en una sola pel·lícula Safari (amb Victor Mature), neix la seva primera filla, Kelly.
A la seva tornada al cinema, és davant de John Wayne a Jet Pilot de Josef von Sternberg, passa les seves Vacances a París (sota la direcció de Blake Edwards) amb, per tercera vegada, el seu espòs Tony; el retroba davant de Kirk Douglas a Els Víkings. El 1958, es fa dirigir per Orson Welles a Touch of Evil amb Charlton Heston, on el seu personatge és violat. Col·labora una última vegada amb Tony Curtis a la comèdia Who Was That Lady ?  de George Sidney.

### Consagració

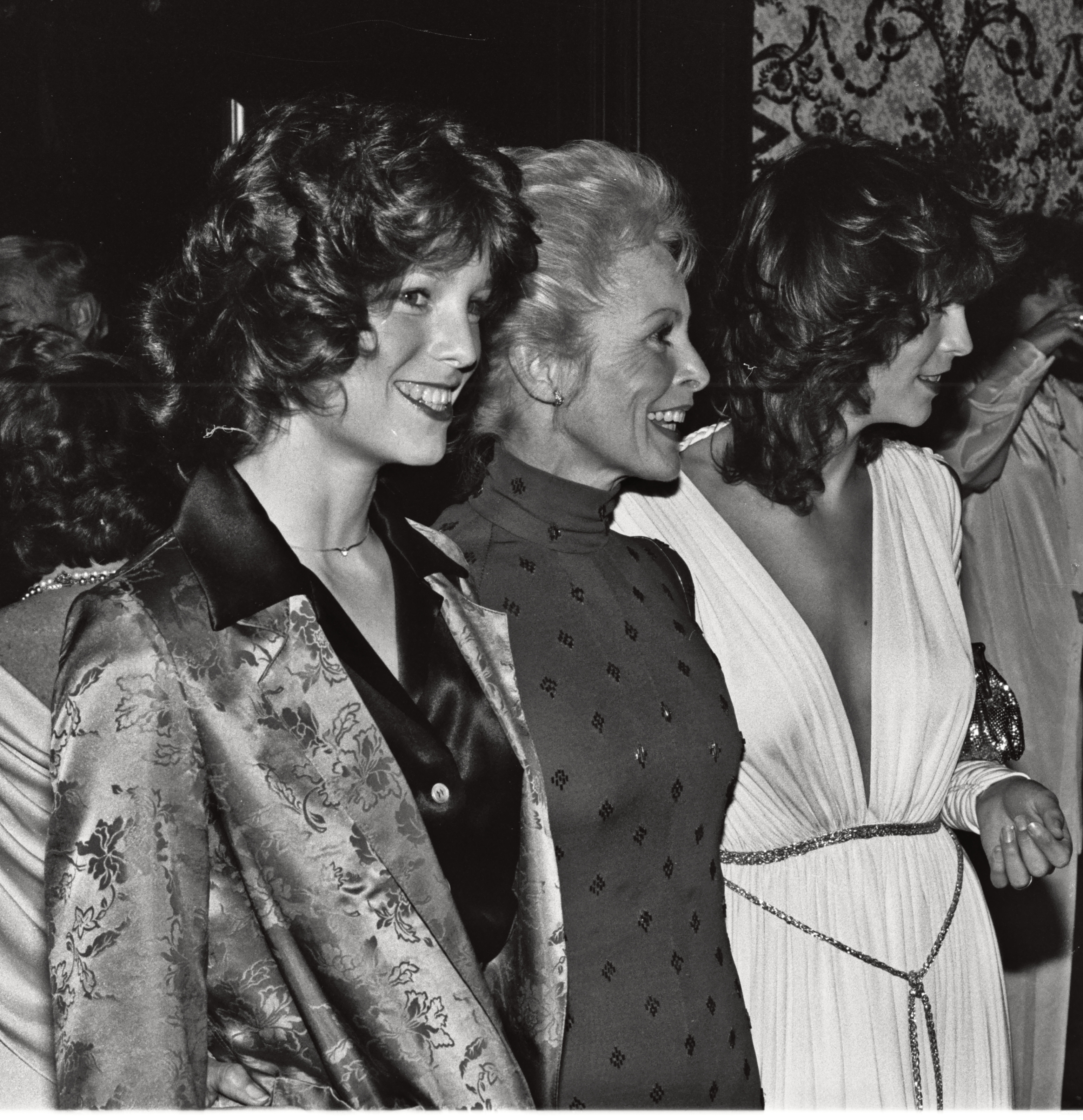
Janet Leigh envoltada de les seves filles Kelly i Jamie Lee Curtis

1960 és l'any de la consagració. Alfred Hitchcock, el mestre del suspens, la contracta perquè interpreti, a Psicosi, el paper de Marion Crane, jove de destí tràgic que perd la vida en el transcurs d'una agressió. Amb quaranta-cinc minuts d'interpretació efectiva i l'escena de culte de la dutxa n'hi ha prou per atorgar-li el Globus d'Or a la millor actriu secundària i una nominació a l'Oscar. En les seves diferents entrevistes, l'actriu reconeix haver estat en situació de xoc quan va veure la pel·lícula. Des d'aleshores, ja no es pot dutxar.
Els productors es van escandalitzats en principi amb la idea que Hitchcock matés una estrella comercial d'aquesta importància, tan de pressa i sobretot d'aquesta manera. L'enorme èxit de la pel·lícula els tranquil·litza, i Psicosi va crear un gènere.
Però aquest èxit és contrarestat per la mort del seu pare i el seu divorci amb Tony Curtis. La crisi que comença a sacsejar els grans estudis contribueix igualment al declivi de la seva carrera. Després d'haver tingut com a company el cantant Frank Sinatra per a la pel·lícula de suspens El missatger de la por, i haver interpretat una vegada més sota la direcció de George Sidney, en el musical Bye Bye Birdie, retroba Jerry Lewis per a Three on a Couch i roda amb Paul Newman i Lauren Bacall a la pel·lícula negra Harper, que es pot considerar com el seu últim gran paper en el cinema.

### De 1970 a 2004
Janet Leigh és més difícil de veure a la pantalla gran, preferint dedicar-se a la televisió. En els anys 1970, no rodarà més que tres pel·lícules: One Is A Lonely Number i Night of the lepus (1972) així com Boardwalk (1979). Mentrestant, interpretarà un episodi de Columbo, Forgotten Lady (1975), on interpreta una actriu que torna i que perd la memòria - un dels més bonics cara a cara amb l'inspector, on rivalitza amb altres sòcies brillants de Peter Falk, com Anne Baxter o Faye Dunaway.
No rodarà més que la pel·lícula fantàstica Fog (1980) en el decenni dels anys 1980. En aquesta pel·lícula dirigida per John Carpenter, dona per la primera vegada la rèplica a la seva filla, Jamie Lee Curtis. Participarà en 7 sèries de televisió després de la pel·lícula, com S'ha escrit un crim o La Quarta Dimensió. Tornarà moltes vegades sobre les plates de rodatge de Psycho II (1983) i de Psycho III (1986) acompanyada d'Anthony Perkins. El novembre de 1990 presenta Psycho IV abans de la seva projecció a la televisió.
Fins vuit anys després no rodarà de nou una pel·lícula, Halloween 20 anys després, torna en la qual es troba una segona vegada al costat de la seva filla Jamie. El 2000, roda la seva última pel·lícula, la comèdia Bad Girls from Valley High.
Afectada d'una malaltia vascular, mor el diumenge 3 d'octubre de 2004 al seu domicili de Beverly Hills, a l'edat de 77 anys.

### Escriptura
Va escriure també quatre llibres: les memòries There Really Was a Hollywood (1984), que van ser bestseller, i el llibre de no-ficció Psycho: Behind the Scenes of the Classic Thriller (1995). El 1996, publicà la seva primera novel·la, House of Destiny, sobre dos amics que forgen un imperi que canvia la història de Hollywood. A ran del seu èxit en publicà la seqüela The Dream Factory (2002).

## Filmografia

### Cinema
| Any  | Títol                                             | Director                     | Paper                                      | Notes                                     |
| ---- | ------------------------------------------------- | ---------------------------- | ------------------------------------------ | ----------------------------------------- |
| 1947 | The Romance of Rosy Ridge                         | Roy Rowland                  | Lissy Anne MacBean                         |                                           |
| 1947 | If Winter Comes                                   | Victor Saville               | Effie Bright                               |                                           |
| 1948 | Lassie a les muntanyes de casa (Hills of Home)    | Fred M. Wilcox               | Margit Mitchell                            |                                           |
| 1948 | Words and Music                                   | Norman Taurog                | Dorothy Feiner Rodgers                     |                                           |
| 1948 | Act of Violence                                   | Fred Zinnemann               | Edith Enley                                |                                           |
| 1949 | How to Smuggle a Hernia Across the Border         | Jerry Lewis                  |                                            | curt                                      |
| 1949 | Donetes (Little Women)                            | Mervyn LeRoy                 | Meg                                        |                                           |
| 1949 | The Red Danube                                    | George Sidney                | Maria Buhlen                               |                                           |
| 1949 | The Doctor and the Girl                           | Curtis Bernhardt             | Evelyn 'Taffy' Heldon                      |                                           |
| 1949 | The Forsyte Woman                                 | Compton Bennett              | June Forsyte                               |                                           |
| 1949 | Negoci de vacances (Holiday Affair)               | Don Hartman                  | Connie Ennis                               |                                           |
| 1951 | Strictly Dishonorable                             | Melvin Frank i Norman Panama | Isabelle Perry                             |                                           |
| 1951 | Angels in the Outfield                            | Clarence Brown               | Jennifer Paige                             |                                           |
| 1951 | Camí a Broadway (Two Tickets to Broadway)         | James V. Kern                | Nancy Peterson                             |                                           |
| 1951 | It's a Big Country                                | Charles Vidor                | Rosa Szabo Xenophon                        |                                           |
| 1952 | Just This Once                                    | Don Weis                     | Lucille 'Lucy' Duncan                      |                                           |
| 1952 | Scaramouche                                       | George Sidney                | Aline de Gavrillac de Bourbon              |                                           |
| 1952 | Fearless Fagan                                    | Stanley Donen                | Abby Ames                                  |                                           |
| 1953 | Colorado Jim (The Naked Spur)                     | Anthony Mann                 | Lina Patch                                 |                                           |
| 1953 | Confidentially Connie                             | Edward Buzzell               | Connie Bedloe                              |                                           |
| 1953 | El gran Houdini (Houdini)                         | George Marshall              | Bess Houdini                               |                                           |
| 1953 | Walking My Baby Back Home                         | Lloyd Bacon                  | Chris Hall                                 |                                           |
| 1954 | El príncep valent (Prince Valiant)                | Henry Hathaway               | Princess Aleta                             |                                           |
| 1954 | Living It Up                                      | Norman Taurog                | Wally Cook                                 |                                           |
| 1954 | The Black shield of Falworth                      | Rudolph Maté                 | Lady Anne of Mackworth                     |                                           |
| 1954 | Rogue Cop                                         | Roy Rowland                  | Karen Stephanson                           |                                           |
| 1955 | El blues de Pete Kelly (Pete Kelly's Blues)       | Jack Webb                    | Karen Stephanson                           |                                           |
| 1955 | My Sister Eileen                                  | Richard Quine                | Eileen Sherwood                            |                                           |
| 1956 | Safari                                            | Terence Young                | Linda Latham                               |                                           |
| 1957 | Jet Pilot                                         | Josef von Sternberg          | Tinent Anna Marladovna Shannon/Olga Orlief |                                           |
| 1958 | Touch of Evil                                     | Orson Welles                 | Susan 'Susie' Vargas                       |                                           |
| 1958 | Els víkings (The Vikings)                         | Richard Fleischer            | Morgana                                    |                                           |
| 1958 | The Perfect Furlough                              | Blake Edwards                | Tinent Vicky Loren                         |                                           |
| 1960 | Who Was That Lady ?                               | George Sidney                | Ann Wilson                                 |                                           |
| 1960 | Psicosi (Psycho)                                  | Alfred Hitchcock             | Marion Crane                               | Globus d'Or a la millor actriu secundària |
| 1960 | Pepe                                              | George Sidney                | Cameo                                      |                                           |
| 1962 | El missatger de la por (The Manchurian Candidate) | John Frankenheimer           | Eugenie Rose Chaney                        |                                           |
| 1963 | Bye Bye Birdie                                    | George Sidney                | Rosie DeLeon                               |                                           |
| 1963 | Wives and Lovers                                  | John Rich                    | Bertie Austin                              |                                           |
| 1966 | Kid Rodelo                                        | Richard Carlson              | Nora                                       |                                           |
| 1966 | Harper                                            | Jack Smight                  | Susan Harper                               |                                           |
| 1966 | Three on a Couch                                  | Jerry Lewis                  | Dr. Elizabeth Acord                        |                                           |
| 1966 | An American Dream                                 | Robert Gist                  | Cherry McMahon                             |                                           |
| 1967 | Ad ogni costo                                     | Robert Gist                  | Mary Ann                                   |                                           |
| 1969 | Hello Down There                                  | Jack Arnold i Ricou Browning | Vivian Miller                              |                                           |
| 1972 | One Is A Lonely Number                            | Mel Stuart                   | Gert Meredith                              |                                           |
| 1972 | Night of the lepus                                | William F. Claxton           | Gerry Bennett                              |                                           |
| 1979 | Boardwalk                                         | Stephen Verona               | Florence Cohen                             |                                           |
| 1980 | La boira (The Fog)                                | John Carpenter               | Kathy Williams                             |                                           |
| 1983 | Psycho II                                         | Richard Franklin             | Cameo/flashback                            |                                           |
| 1986 | Psycho III                                        | Anthony Perkins              | Cameo/flashback                            |                                           |
| 1990 | Psycho IV                                         | Mick Garris                  | Prseentació de la pel·lícula               |                                           |
| 1998 | Halloween H20: 20 Years Later                     | Steve Miner                  | Norma Watson                               |                                           |
| 2005 | Bad Girls from Valley High                        | John T. Kretchmer            | Sra. Witt                                  |                                           |

### Televisió
- 1975: Columbo: Temporada 5 de Columbo, episodi 1: Forgotten Lady (Sèrie TV): Grace Wheeler Willis

## Premis i nominacions
| Cerimònia         | Any  | Resultat | Premi         | Categoria                | Film                              |
| ----------------- | ---- | -------- | ------------- | ------------------------ | --------------------------------- |
| Oscar             | 1961 | Nominada | Oscar         | Millor actriu secundària | Psicosi d'Alfred Hitchcock (1960) |
| Premi Globus d'Or | 1998 | Guanyat  | Eyegore Award |                          |                                   |
| Premi Globus d'Or | 1961 | Guanyat  | Globus d'Or   | Millor actriu secundària | Psicosi d'Alfred Hitchcock (1960) |